# 德米特里·斯瓦特科夫斯基
德米特里·瓦列里耶维奇·斯瓦特科夫斯基（羅馬化：Dmitriy Valer'yevich Svatkovskiy；1971年11月27日—）是俄罗斯现代五项运动员、奥运会冠军和政治人物。
斯瓦特科夫斯基代表俄罗斯参加了2000年悉尼夏季奥运会，并获得了一枚个人金牌。1992年巴塞罗那夏季奥运会上，他随独联体代表团获得团体银牌。
他的妻子是前艺术体操运动员、奥运会铜牌得主奥克萨娜·斯卡尔金娜，他们的女儿达里娅也是一名艺术体操运动员。
2018年9月，斯瓦特科夫斯基在下诺夫哥罗德选区补选中当选为第七届国家杜马议员。